# Bushton (Kansas)
Pour les articles homonymes, voir Bushton.
Bushton est une ville américaine située dans le comté de Rice, au Kansas. Selon le recensement de 2020, sa population est de 203 habitants.